# يوليوس رويتر
باول يوليوس رويتر (بالألمانية: Paul Julius Reuter).
ولد في 21 يوليو 1816 في كاسل بألمانيا، وتوفي في 25 فبراير 1899 في نيس بفرنسا. كان رجل أعمال ألماني، أصبح معروفا بعد تأسيسه لوكالة الأنباء العالمية رويترز التي تحمل اسمه.

## حياته
ولد جوليس رويتر في مدينة كاسل الألمانية سنة 1816، أسس وكالة رويترز للأنباء، إحدى الوكالات الرائدة في تقديم الأخبار الاقتصادية والسياسية والعامة إلى الصحف الأوروبية. بدأت الوكالة عملها سنة 1849 وذلك باستخدام الحمائم لنقل الأخبار بين محطات البرق على حدود ألمانيا وبلجيكا وفرنسا. وقد استقر رويتر أخيرا في لندن، حيث أسس وكالة رويترز للأنباء سنة 1851 لنقل الأخبار المالية في أوروبا. وبدأ بنقل الأخبار الاقتصادية العامة سنة 1858. اشتركت الوكالة مع وكالات أنباء أخرى لنقل الأنباء العالمية. وأشرف على إدارة الوكالة حتى تقاعد سنة 1878 وعين مستشارا لها حتى وفاته سنة 1899. وهو من خلفية يهودية. وكالته اليوم هي ثاني أكبر وكالات الأنباء في العالم.